# ドコモ・システムズ
ドコモ・システムズ株式会社（英: DOCOMO Systems,Inc.）は、かつて存在したNTTドコモグループの企業。主にNTTドコモの基幹システム開発、dDREAMSやdocoですcarなどのソリューション開発と販売を行っていた機能分担子会社。
2002年7月1日にNTTコムウェア(当時。現在はNTTドコモソリューションズ)へ吸収合併され解散した。

## 概要
会社名のとおり、システム開発・販売を主な事業としている。その中でも、NTTドコモのビジネスインフラであるALADIN（顧客情報管理システム）、MoBills（料金明細システム）の開発運用・保守と、dDREAMS（クラウド型企業情報システム）や、docoですcar（車両運行管理システム）などのソリューション開発と運用、サービスの販売を主な柱としている。
そのほかの業務としては、NTTドコモへのエンジニアの派遣業務、NTTドコモの通信インフラを利用したASPサービスの展開、モバイルネットワークを生かしたアプリケーションやソリューションの開発、販売を行っている。
東京のほかに、名古屋、大阪にも事業所を持つ。

### ソリューション
- ALADIN - ドコモの顧客情報管理システム。
- MoBills - ドコモの料金明細システム。
- MAPS - ドコモのmopera向け通信基盤。
- CiRCUS - ドコモのiモード向け通信基盤。
- dDREAMS - ドコモグループのクラウド型企業情報システム。勤怠管理、経費精算、電子決裁などのワークフローや、 インターネット、メール、ＷＥＢ会議などオフィスのＩＴ環境をプライベートクラウドで提供する。不正侵入や情報漏洩対策など万全なセキュリティの下、モバイルでも場所を選ばずいつでも安全に仕事ができるサービス。
- docoですcar - GPSや音声通話、温度センサーを搭載した端末を搭載した車両を一元的に管理することが可能なASPシステム。docoですcar BUSなどもある。
- 留守モードLite - 警備システム、インターホン、FeliCa搭載の電子キー、宅配ボックスなどを携帯電話で遠隔管理するシステム
- letaria - インタラクティブなビデオミーティングの機能も搭載した、資料会議・映像会議の両方をワンパッケージで実現するリモートミーティングサービス

## 沿革
- 1985年5月30日 - 日本電信電話（NTT）、三井造船、日本電気、三井物産の4社により千代田区麹町に設立。
- 1997年 - NTT移動通信網（現在のNTTドコモ）資本参加。
- 2000年 - 社名を「INSエンジニアリング株式会社」から「ドコモ・システムズ株式会社」へ変更。
- 2001年 - NTTドコモの出資が100％となった。
- 2022年 - 法人事業（IoT事業）をNTTコミュニケーションズ（現在のNTTドコモビジネス）へ移管。同時にNTTコムウェア（現在のNTTドコモソリューションズ）へ吸収合併され解散[2]。

## 関連会社
- 株式会社ドコモCS
- ドコモ・サポート株式会社
- ドコモ・テクノロジ株式会社
- ドコモ・データコム株式会社